# فلمنغ لي
فلمنغ لي (بالإنجليزية: Fleming Lee)‏ (19 ديسمبر 1933، سانت أوغسطين في الولايات المتحدة - 2013 في الولايات المتحدة)؛ كاتب وروائي أمريكي.